# Tilapia buttikoferi
Tilapia buttikoferi és una espècie de peix de la família dels cíclids i de l'ordre dels perciformes que es troba a Àfrica: des de Guinea Bissau (rius Geba i Corubal) fins a l'oest de Libèria (riu Saint John).
Els mascles poden assolir els 30,8 cm de longitud total.